# Рибалти
Рибалти (пол. Rybałty) — село в Польщі, у гміні Городиськ Сім'ятицького повіту Підляського воєводства.
Населення — 49 осіб (2011).
У 1975-1998 роках село належало до Білостоцького воєводства.

## Демографія
Демографічна структура станом на 31 березня 2011 року:
|          | Загалом | Допрацездатний вік | Працездатний вік | Постпрацездатний вік |
| -------- | ------- | ------------------ | ---------------- | -------------------- |
| Чоловіки | 26      | 6                  | 17               | 3                    |
| Жінки    | 23      | 3                  | 12               | 8                    |
| Разом    | 49      | 9                  | 29               | 11                   |